# Lotyšsko na Letních olympijských hrách 2020
Lotyšsko na Letních olympijských hrách 2020 reprezentovalo celkem 33 sportovců ve 14 sportech. Jednalo se o osmou účast této země od získání nezávislosti po rozpadu Sovětského svazu.

## Medailisté
| Medaile | Jméno sportovce                                                                      | Sport     | Disciplína           | Datum dosažení |
| ------- | ------------------------------------------------------------------------------------ | --------- | -------------------- | -------------- |
| Zlato   | Národní tým basketbalu 3x3 Agnis Čavars Edgars Krūmiņš Kārlis Lasmanis Nauris Miezis | Basketbal | Muži – basketbal 3x3 | 28. července   |
| Bronz   | Artūrs Plēsnieks                                                                     | Vzpírání  | Muži – do 109 kg     | 3. srpna       |

## Počet soutěžících v jednotlivých sportech
| Sport             | Druh sportu | Muži | Ženy | Celkem |
| ----------------- | ----------- | ---- | ---- | ------ |
| Atletika          | -           | 3    | 5    | 8      |
| Basketbal         | 3x3         | 4    | 0    | 4      |
| Cyklistika        | BMX         | 1    | 1    | 4      |
| Cyklistika        | silniční    | 2    | 0    | 4      |
| Jezdectví         | -           | 1    | 0    | 1      |
| Judo              | -           | 1    | 0    | 1      |
| Kanoistika        | rychlostní  | 1    | 0    | 1      |
| Karate            | -           | 1    | 0    | 1      |
| Moderní pětiboj   | -           | 1    | 0    | 1      |
| Plavání           | -           | 1    | 1    | 2      |
| Sportovní střelba | -           | 0    | 1    | 1      |
| Tenis             | -           | 0    | 2    | 2      |
| Volejbal          | plážový     | 2    | 2    | 4      |
| Vzpírání          | -           | 2    | 0    | 2      |
| Zápas             | -           | 0    | 1    | 1      |
| Celkem            | Celkem      | 20   | 13   | 33     |